# Jackie
Jackie är popgruppen Ratatas andra album, utgivet 1982. Det producerades av Ratata och mixades av Nigel Walker i Air Studios, London i oktober 1982. Albumet är utgivet på skivbolaget Stranded Rekords. Skivan rankades av Sonic Magazine i juni 2013 som det 44:e bästa svenska albumet någonsin.

## Låtförteckning
1. En timmes panik (3:55)
2. Värld av dårar (6:02)
3. Jackie (3:31)
4. Dansar på min video (3:21)
5. Ayatollah (3:24)
6. TV-apparat (Ny mix) (3:18)
7. Det tog sin tid (5:04)
8. Prinsessa på vift (3:09)
9. Ett tåg någonstans (3:12)
10. Natt efter natt (4:18)

Samtliga låtar är komponerade av Mauro Scocco utom "Jackie" Scocco/Ekelund.

## Ratata
- Mauro Scocco
- Anders Skog

## Gästmusiker
- Johan Ekelund - basgitarr, klaviatur på "Jackie"
- Sveriges Radios symfoniorkester
- Erik Häusler - saxofon

### Fotnoter
1. ↑  Sonic #69, sommaren 2013